# Fontenelle (Aisne)
Pour les articles homonymes, voir Fontenelle (homonymie).
Fontenelle est une commune française située dans le département de l'Aisne, en région Hauts-de-France.

## Géographie

### Localisation
Fontenelle se trouve en Thiérache. La commune est limitrophe du département du Nord. La Sambre prend sa source dans le bois de la Haie-Equiverlesse situé sur le territoire de Fontenelle.

### Hydrographie

#### Réseau hydrographique
La commune est traversée par la ligne de partage des eaux entre les bassins hydrographiques Artois-Picardie et Seine-Normandie. Elle est drainée par la rivière Sambre, la rivièrette ou Sambre, le Morteau, le ruisseau de Chevireuil, la Ferme Sainte-Marie, le fossé 27 de la commune de Nouvion-en-Thiérache, le fossé du Point du Jour, le Gravier, le ruisseau du housquin et un autre petit cours d'eau.
La rivière Sambre, d'une longueur de 17 km, prend sa source dans la commune  et se jette  dans divers bras de Décharge, confluence du Canal de la Sambre à l'Oise au Bassin d'Alimentation de Fesmy à Rejet-de-Beaulieu, après avoir traversé huit communes.

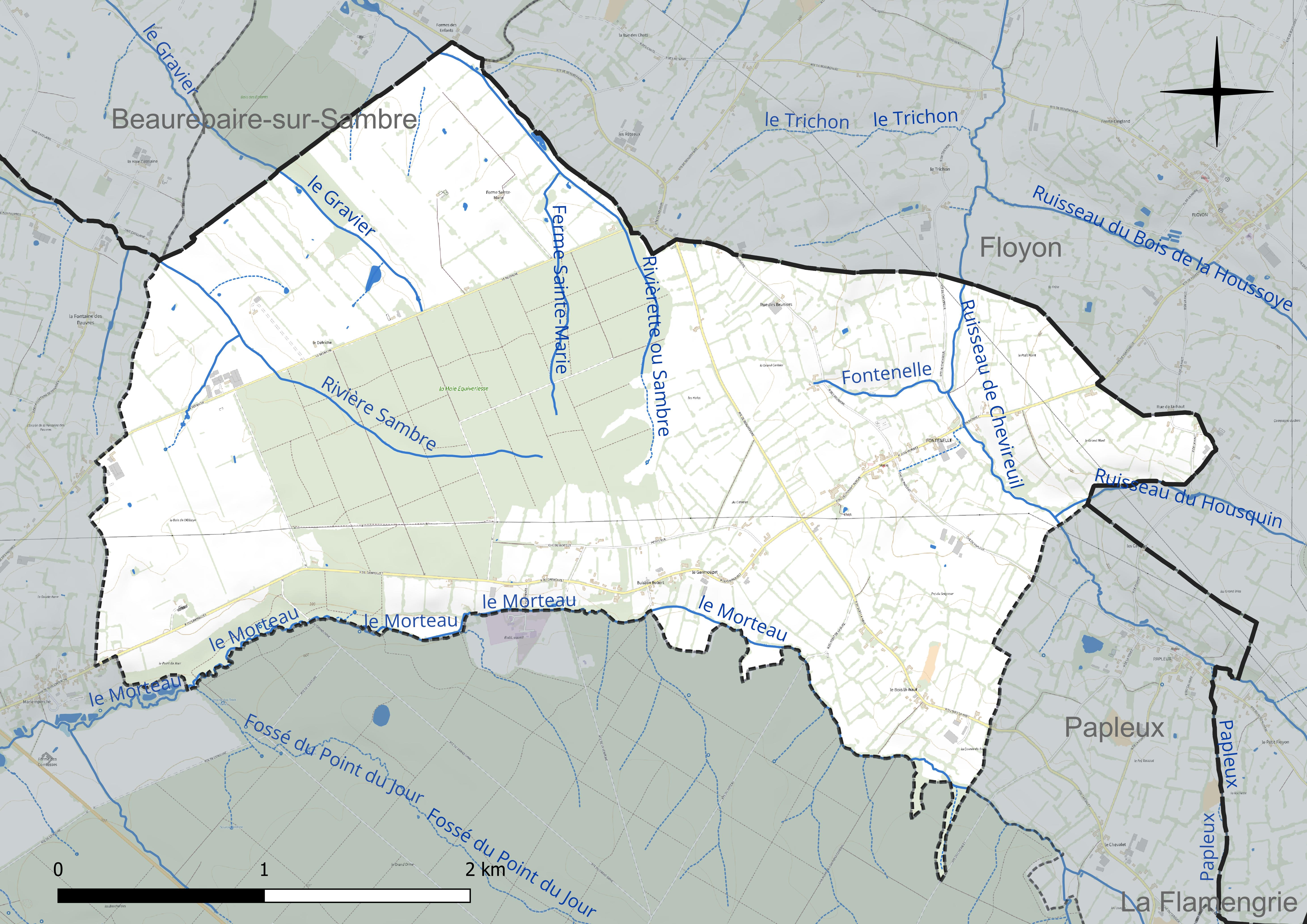
Réseau hydrographique de Fontenelle.

La Rivièrette, d'une longueur de 20 km, prend sa source dans la commune  et se jette  dans la Sambre canalisée à Landrecies, après avoir traversé six communes.
Le Morteau, d'une longueur de 23 km, prend sa source dans la commune de La Flamengrie et se jette  dans le Noirrieu à Étreux, après avoir traversé six communes. Les caractéristiques hydrologiques du Morteau sont données par la station hydrologique située sur la commune du Le Nouvion-en-Thiérache. Le débit moyen mensuel est de 0,283 m3/s. Le débit moyen journalier maximum est de 4,57 m3/s, atteint lors de la crue du 4 janvier 1991. Le débit instantané maximal est quant à lui de 6,12 m3/s, atteint le même jour.
Le ruisseau de Chevireuil, d'une longueur de 10 km, prend sa source dans la commune de Papleux et se jette  dans la Helpe Mineure à Cartignies, après avoir traversé cinq communes.

#### Gestion et qualité des eaux
Le territoire communal est couvert par le schéma d'aménagement et de gestion des eaux (SAGE) « Sambre ». Ce document de planification concerne un territoire de 1 253 km2 de superficie, délimité par le bassin versant de la Sambre. Le périmètre a été arrêté le 1er novembre 2003 et le SAGE proprement dit a été approuvé le 21 septembre 2012, puis modifié le 18 août 2022. La structure porteuse de l'élaboration et de la mise en œuvre est le syndicat mixte du Parc naturel régional de l'Avesnois.
La qualité des cours d'eau peut être consultée sur un site dédié géré par les agences de l'eau et l'Agence française pour la biodiversité.

### Climat
Pour des articles plus généraux, voir Climat des Hauts-de-France et Climat de l'Aisne.
En 2010, le climat de la commune est de type climat des marges montargnardes, selon une étude du CNRS s'appuyant sur une série de données couvrant la période 1971-2000. En 2020, Météo-France publie une typologie des climats de la France métropolitaine dans laquelle la commune est exposée à un climat océanique altéré et est dans la région climatique Nord-est du bassin Parisien, caractérisée par un ensoleillement médiocre, une pluviométrie moyenne régulièrement répartie au cours de l'année et un hiver froid (3 °C).
Pour la période 1971-2000, la température annuelle moyenne est de 9,7 °C, avec une amplitude thermique annuelle de 15 °C. Le cumul annuel moyen de précipitations est de 887 mm, avec 12,9 jours de précipitations en janvier et 9,6 jours en juillet. Pour la période 1991-2020, la température moyenne annuelle observée sur la station météorologique la plus proche, située sur la commune de Saint-Hilaire-sur-Helpe à 12 km à vol d'oiseau, est de 10,5 °C et le cumul annuel moyen de précipitations est de 802,4 mm,. Pour l'avenir, les paramètres climatiques de la commune estimés pour 2050 selon différents scénarios d'émission de gaz à effet de serre sont consultables sur un site dédié publié par Météo-France en novembre 2022.

## Urbanisme

### Typologie
Au 1er janvier 2024, Fontenelle est catégorisée commune rurale à habitat dispersé, selon la nouvelle grille communale de densité à 7 niveaux définie par l'Insee en 2022.
Elle est située hors unité urbaine. Par ailleurs la commune fait partie de l'aire d'attraction du Nouvion-en-Thiérache, dont elle est une commune de la couronne,. Cette aire, qui regroupe 12 communes, est catégorisée dans les aires de moins de 50 000 habitants,.

### Occupation des sols
L'occupation des sols de la commune, telle qu'elle ressort de la base de données européenne d'occupation biophysique des sols Corine Land Cover (CLC), est marquée par l'importance des territoires agricoles (75,5 % en 2018), une proportion identique à celle de 1990 (75,5 %). La répartition détaillée en 2018 est la suivante : 
prairies (66,3 %), forêts (24,5 %), terres arables (9,1 %), zones agricoles hétérogènes (0,1 %).
L'évolution de l'occupation des sols de la commune et de ses infrastructures peut être observée sur les différentes représentations cartographiques du territoire : la carte de Cassini (XVIIIe siècle), la carte d'état-major (1820-1866) et les cartes ou photos aériennes de l'IGN pour la période actuelle (1950 à aujourd'hui).

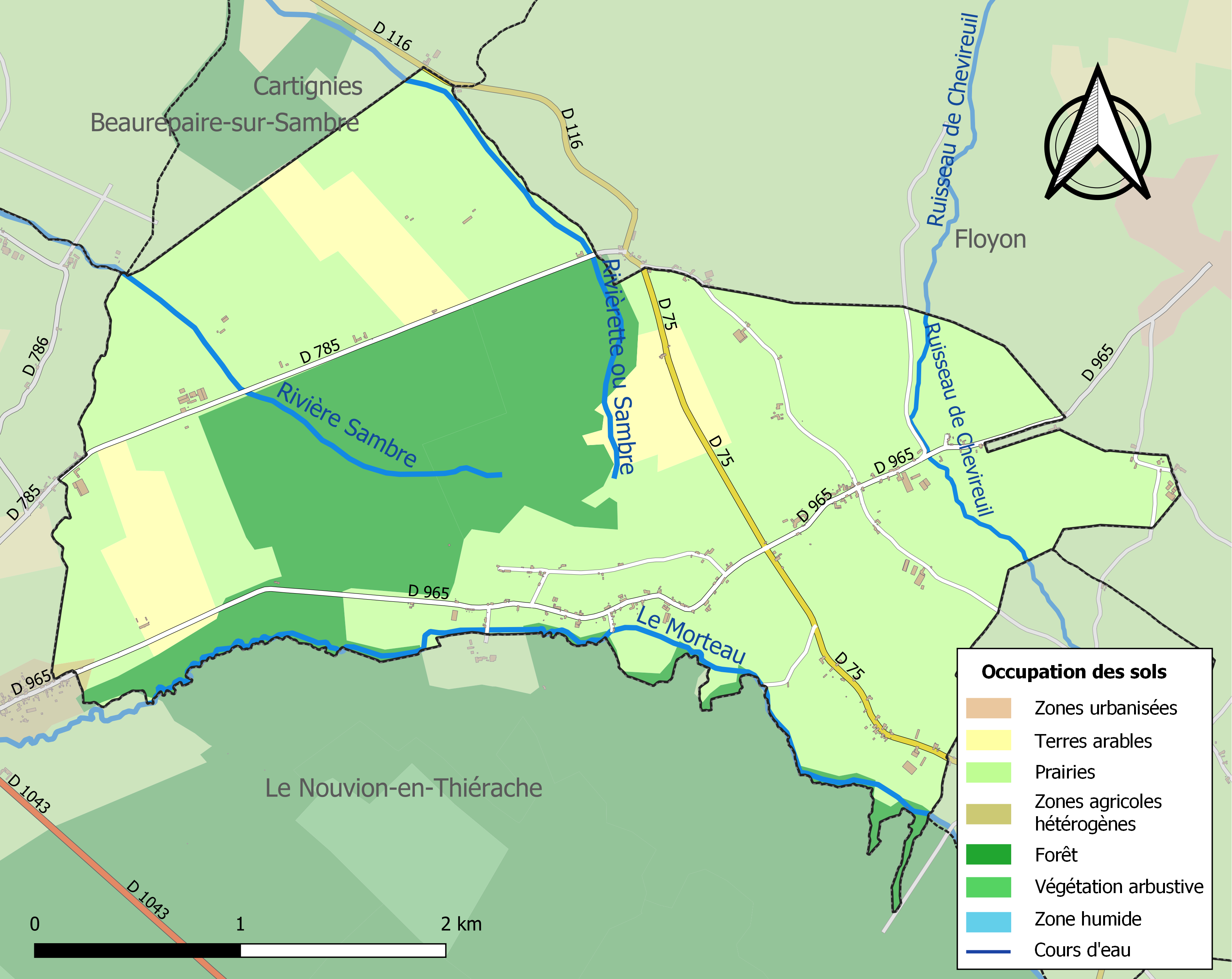
Carte de l'occupation des sols de la commune en 2018 (CLC).

## Toponymie
- Noms anciens : Fontanis (1147), Altare de Fontanellis (1158 - Cart. de l'abbaye de Liessies, Arch. du Nord), Fonteles (1223 - Cart. de Chaourse, f. 199, arch. de l'Emp.), Fonthenelles (1572 - arch. de la ville de Guise)  Sources : Dictionnaire topographique du département de l'Aisne - Auguste MATTON.
- Etymologie : Trouver l'origine d'un nom n'est pas souvent simple au vu de l'influence successives de langues différentes dans le temps. ici, Fontenelle semble signifier "petite fontaine".

## Histoire
- 644 : Saint-Ursmer nait à Fontenelle, alors hameau de Floyon. Il succéda, en 686, à saint Landelin, abbé et fondateur de l'abbaye de Lobbes, sur la Sambre, diocèse de Cambrai et pays de Liège.
- 1111 : La séparation de Floyon et Fontenelle est déjà attestée en 1111.
- Le village a appartenu à l'abbaye de Liessies et a dépendu du bailliage ducal de Guise. Le village a fait partie du Hainaut, du diocèse de Cambrai, de l'archidiaconé de Valenciennes et du doyenné rural d'Avesnes. Sources : Dictionnaire topographique du département de l'Aisne - Auguste MATTON.

## Politique et administration

### Découpage territorial
La commune de Fontenelle est membre de la communauté de communes de la Thiérache du Centre, un établissement public de coopération intercommunale (EPCI) à fiscalité propre créé le 31 décembre 1992 dont le siège est à La Capelle. Ce dernier est par ailleurs membre d'autres groupements intercommunaux.
Sur le plan administratif, elle est rattachée à l'arrondissement de Vervins, au département de l'Aisne et à la région Hauts-de-France. Sur le plan électoral, elle dépend du  canton de Vervins pour l'élection des conseillers départementaux, depuis le redécoupage cantonal de 2014 entré en vigueur en 2015, et de la troisième circonscription de l'Aisne  pour les élections législatives, depuis le dernier découpage électoral de 2010.

### Administration municipale
| Période                                  | Période                       | Identité             | Étiquette | Qualité                                                          |
| ---------------------------------------- | ----------------------------- | -------------------- | --------- | ---------------------------------------------------------------- |
| avant 1875                               | après 1876                    | Lebrun               |           |                                                                  |
| Les données manquantes sont à compléter. |                               |                      |           |                                                                  |
| mars 2001                                | mars 2008                     | Gérard Cunot         |           |                                                                  |
| mars 2008                                | avril 2014                    | Jocelyne Bleuze      |           |                                                                  |
| avril 2014                               | En cours (au 12 juillet 2020) | Corinne Lustemberger | DVD       | Ancienne assistante de direction Réélue pour le mandat 2020-2026 |

## Démographie
L'évolution du nombre d'habitants est connue à travers les recensements de la population effectués dans la commune depuis 1793. Pour les communes de moins de 10 000 habitants, une enquête de recensement portant sur toute la population est réalisée tous les cinq ans, les populations de référence des années intermédiaires étant quant à elles estimées par interpolation ou extrapolation. Pour la commune, le premier recensement exhaustif entrant dans le cadre du nouveau dispositif a été réalisé en 2008.

En 2022, la commune comptait 289 habitants, en évolution de +5,47 % par rapport à 2016 (Aisne : −1,97 %, France hors Mayotte : +2,11 %).
| 1793 | 1800 | 1806 | 1821 | 1831 | 1836 | 1841 | 1846 | 1851 |
| ---- | ---- | ---- | ---- | ---- | ---- | ---- | ---- | ---- |
| 630  | 693  | 733  | 699  | 775  | 767  | 745  | 712  | 726  |

| 1856 | 1861 | 1866 | 1872 | 1876 | 1881  | 1886 | 1891 | 1896 |
| ---- | ---- | ---- | ---- | ---- | ----- | ---- | ---- | ---- |
| 715  | 814  | 862  | 907  | 930  | 1 020 | 990  | 633  | 800  |

| 1901 | 1906 | 1911 | 1921 | 1926 | 1931 | 1936 | 1946 | 1954 |
| ---- | ---- | ---- | ---- | ---- | ---- | ---- | ---- | ---- |
| 805  | 527  | 592  | 543  | 609  | 478  | 462  | 421  | 482  |

| 1962 | 1968 | 1975 | 1982 | 1990 | 1999 | 2006 | 2008 | 2013 |
| ---- | ---- | ---- | ---- | ---- | ---- | ---- | ---- | ---- |
| 492  | 436  | 404  | 317  | 265  | 272  | 279  | 282  | 272  |

| 2018 | 2022 | - | - | - | - | - | - | - |
| ---- | ---- | - | - | - | - | - | - | - |
| 280  | 289  | - | - | - | - | - | - | - |

## Culture locale et patrimoine

### Lieux et monuments

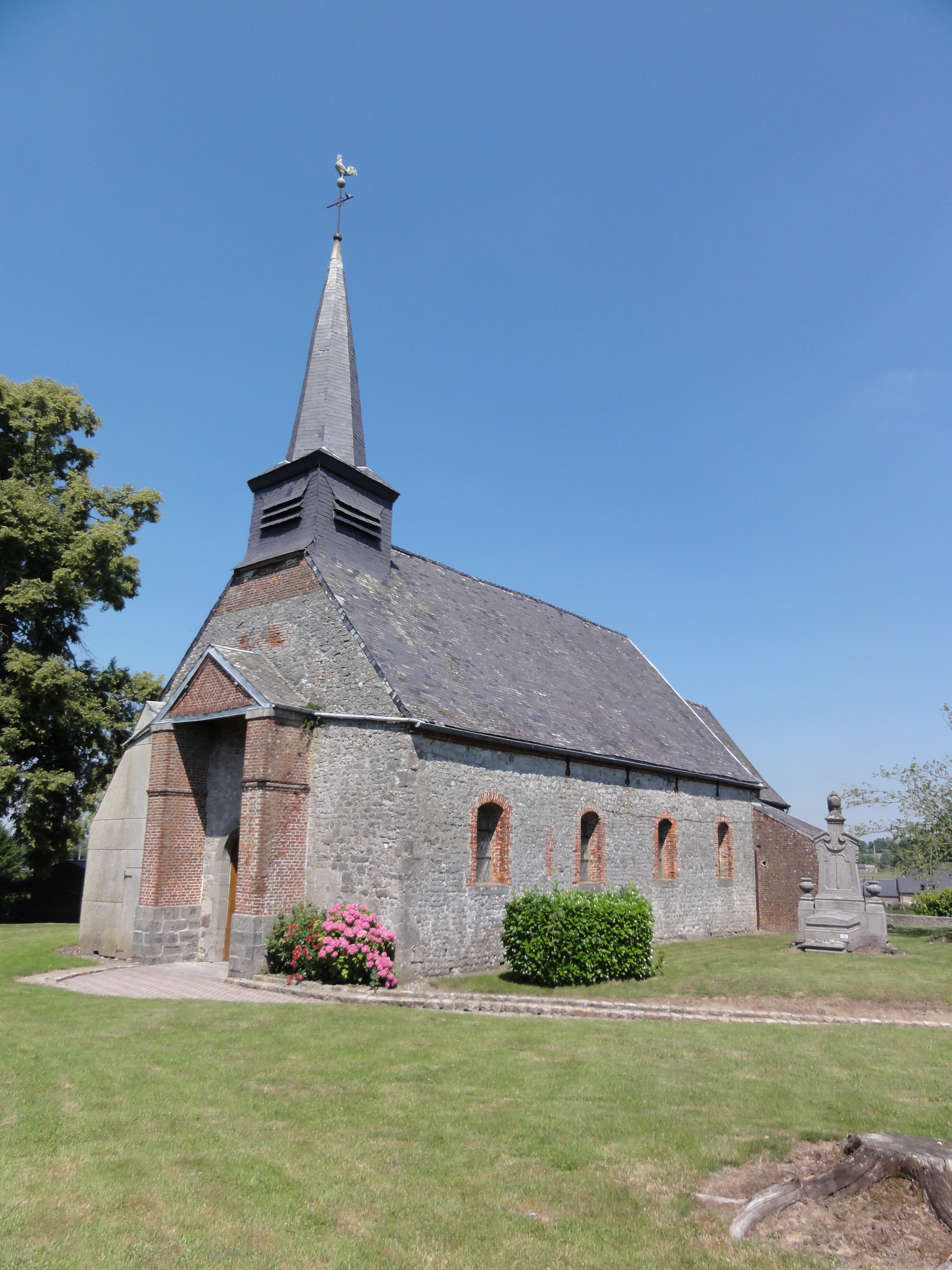
Eglise Saint-Ursmer.
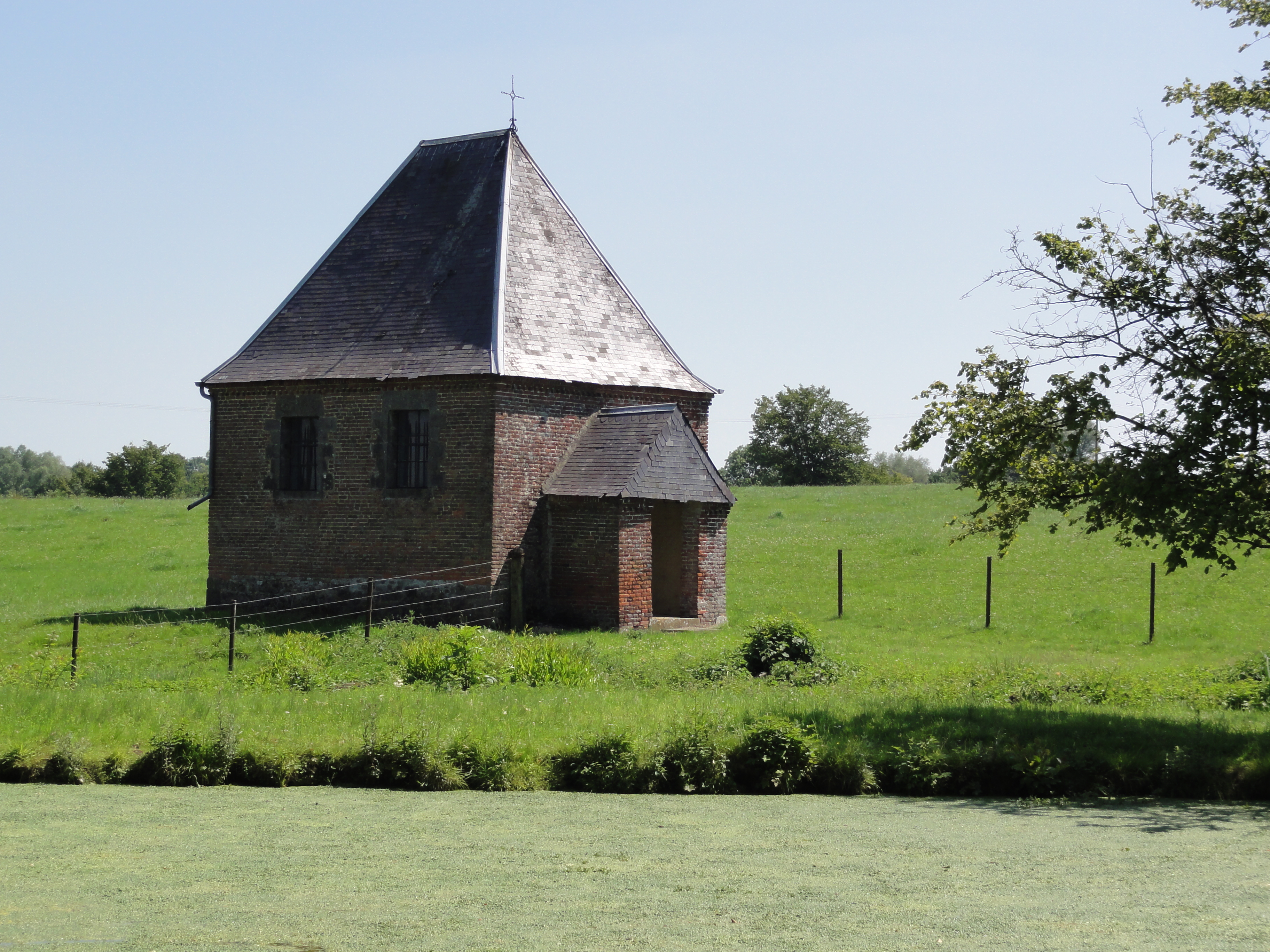
Chapelle Saint-Ursmer.
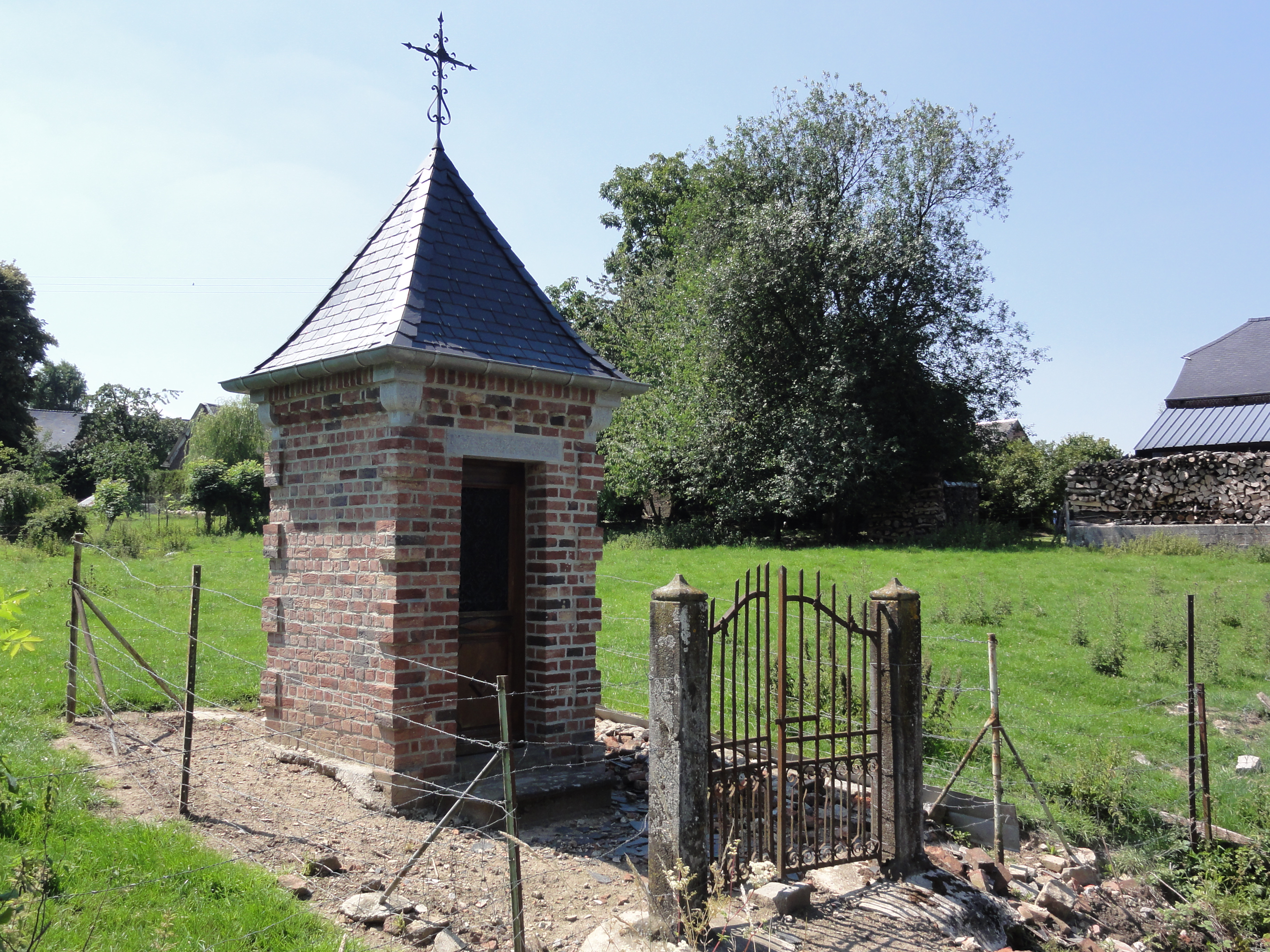
Chapelle, chemin de Papleux.
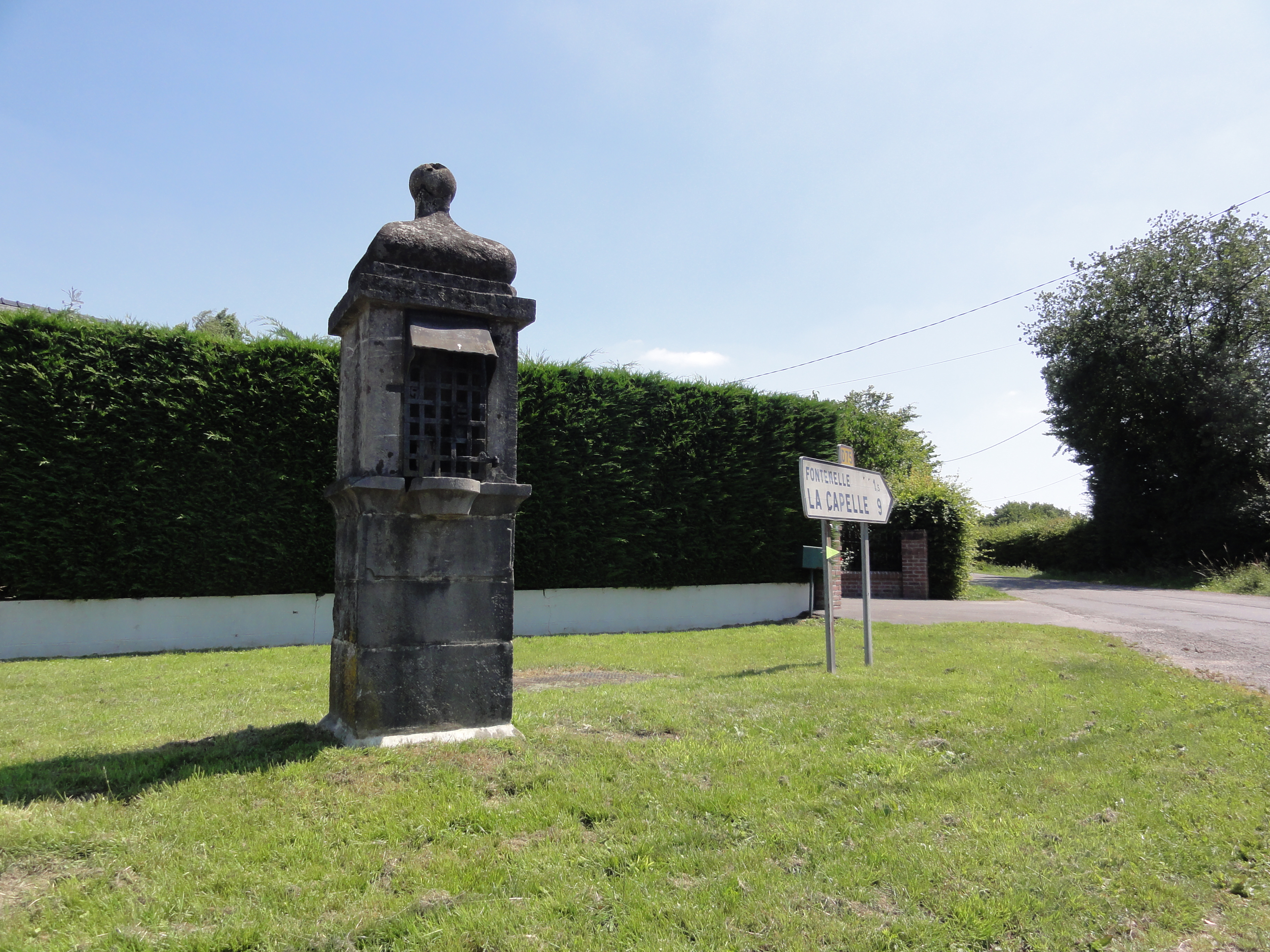
Chapelle de 1824.
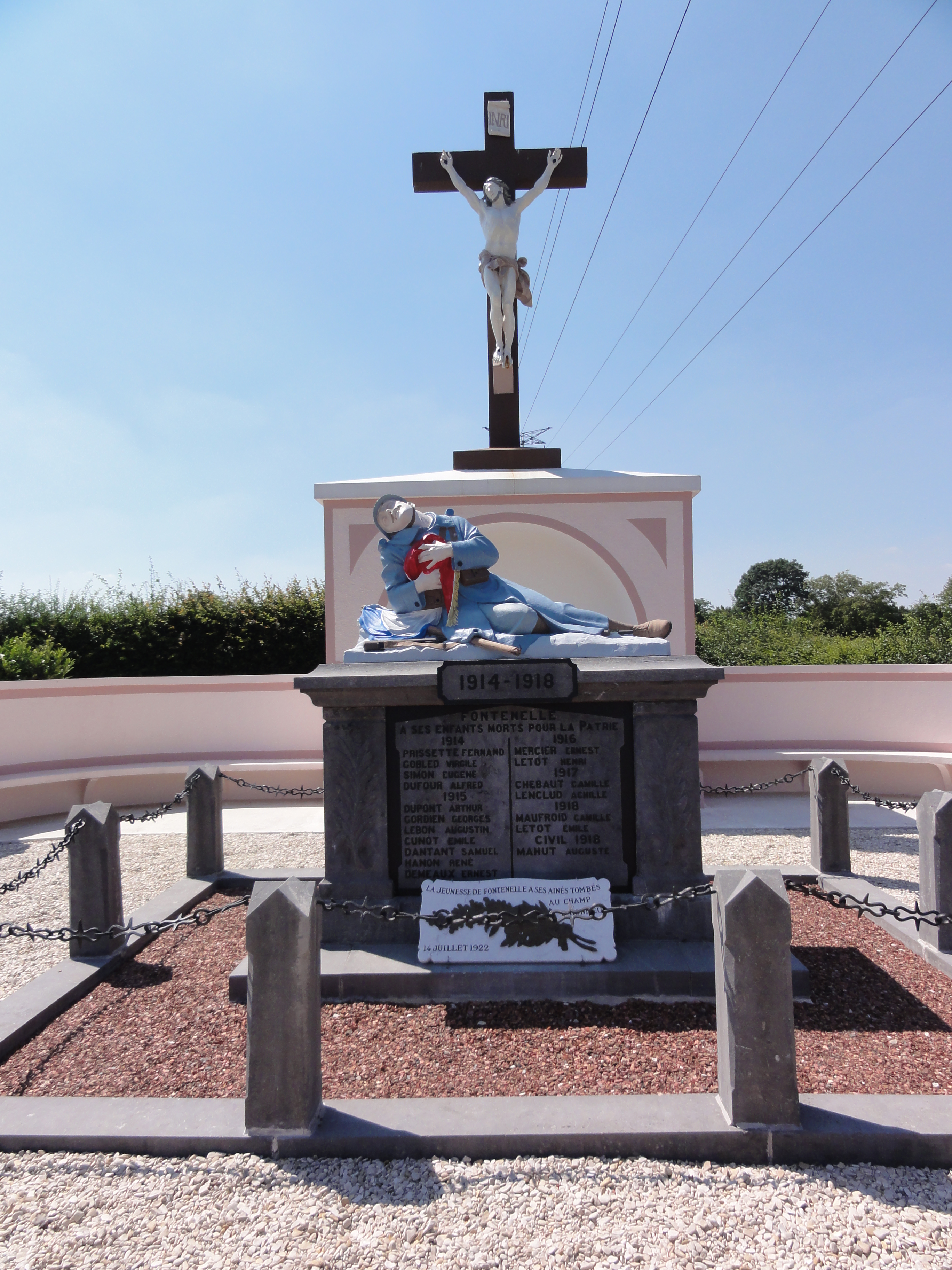
Monument aux morts.

- Abbaye Notre-Dame de la Fontaine de Fontenelle ou Fontanella ou B. Maria de Fonte : abbaye cistercienne fondée vers 1212 par deux sœurs Jeanne et Agné, filles d'Helin d'Aulnoy[32].
- Chapelle de 1824 du type potale, caractéristique pour la Thiérache, D 75.
- Chapelle Saint-Ursmer : elle fut rétablie au XVIIe siècle, à l'emplacement d'une chapelle que Saint-Ursmer, natif de ce village, aurait fait édifier au VIIe siècle. On plongeait autrefois dans le cours d'eau voisin les enfants qui tardaient à marcher[33].
- Église Saint-Ursmer.
- Monument aux morts.

### Personnalités liées à la commune
- Saint Ursmer.
- Marc-Emmanuel Dufour.

### Héraldique
| Blason de Fontenelle | Blason  | Tiercé en pairle renversé : au 1er de sinople à une fontaine d'or jaillissant de deux jets d'eau d'argent, au 2e d'or à un crosseron de gueules, au 3e d'azur à la fasce ondée d'argent. |
| Blason de Fontenelle | Détails | Armes parlantes. La fontaine fait référence au nom de la commune. Le crosseron fait référence à saint Ursmer, natif du village. Enfin, la fasce ondée renvoie aux nombreux cours d'eau qui arrosent la commune et en particulier la Sambre. Le statut officiel du blason reste à déterminer. |